# Cmentarz parafialny w Bogorii
Cmentarz parafialny w Bogorii – zabytkowy cmentarz, znajduje się w gminie Bogoria, powiat staszowski, usytuowany jest w południowej części miejscowości, przy ul. Staszowskiej. Zarządcą jest Parafia Świętej Trójcy w Bogorii.
Cmentarz został założony w połowie XIX w. jako cmentarz parafialny przy kościele Świętej Trójcy, na planie prostokąta. Obecnie otoczony jest murem z bramą główną w narożniku północno-wschodnim. W pobliżu wejścia zachowało się kilkanaście nagrobków kamiennych i żeliwnych z końca XIX wieku. Na cmentarzu znajduje się zbiorowa mogiła żołnierzy Legionów Polskich poległych w okolicy w latach 1914 i 1915. W jej sąsiedztwie znajdują się zbiorowe mogiły pomordowanych w latach 1939–1944.